# Radical 154
El radical 154, representado por el carácter Han 貝, es uno de los 214 radicales del diccionario de Kangxi. En mandarín estándar es llamado 貝部, (bèi bù, ‘radical «concha»’); en japonés es llamado 貝部, ばいぶ (baibu), y en coreano 패 (pae).
El radical 154 aparece en algunas ocasiones en el lado izquierdo de los caracteres que clasifica (por ejemplo, en 財). En algunas otras ocasiones aparece en la parte inferior (por ejemplo, en 貢). En el  sistema de simplificación de caracteres en la República Popular de China, este radical es sustituido por la forma 贝.
Los caracteres clasificados bajo el radical «concha» suelen tener significados relacionados con la propiedad o el comercio. Como ejemplo de lo anterior están 貧, ‘pobreza’; 貨, ‘bienes’; 販, ‘vendedor’.

## Nombres populares
- Mandarín estándar: 貝字旁, bèi zì páng, ‘carácter «concha» en un lado’; 貝字底, bèi zì dǐ, ‘carácter «concha» en la parte inferior’.
- Coreano: 조개패부, jogae pae bu, ‘radical pae-concha’.
- Japonés:　貝（かい）, kai, ‘concha’; 貝偏（かいへん）, kaihen, ‘«concha» en el lado izquierdo del carácter’.[1]
- En occidente: radical «concha».

## Galería
| Estilos antiguos                                 | Estilos antiguos                  | Estilos antiguos                        | Estilos antiguos                   | Estilos antiguos                   | Estilos empleados actualmente       | Estilos empleados actualmente  | Estilos empleados actualmente    | Estilos empleados actualmente   | Estilos empleados actualmente  |
|                                                  |                                   |                                         |                                    |                                    |                                     | 貝                             | 贝                               |                                 |                                |
| 甲骨文 jiǎgǔwén (escritura de huesos oraculares) | 金文 jīnwén (escritura de bronce) | 简帛 jiǎnbó (escritura de bambú y seda) | 篆文 zhuànwén (escritura de sello) | 篆文 zhuànwén (escritura de sello) | 隸書 lìshū (estilo de los escribas) | 楷書 kǎishū (estilo regular)   | 楷書 kǎishū (estilo regular)     | 行書 xǐngshū (estilo corriente) | 草書 cǎoshū (estilo de hierba) |
| 甲骨文 jiǎgǔwén (escritura de huesos oraculares) | 金文 jīnwén (escritura de bronce) | 简帛 jiǎnbó (escritura de bambú y seda) | 大篆 dàzhuàn (sello grande)        | 小篆 xiǎozhuàn (sello pequeño)     | 隸書 lìshū (estilo de los escribas) | 繁體／繁体 fántǐ (tradicional) | 简体／簡體 jiǎntǐ (simplificado) | 行書 xǐngshū (estilo corriente) | 草書 cǎoshū (estilo de hierba) |

## Caracteres con el radical 154
| trazos | carácter                                                                                        | simplificado                           |
| ------ | ----------------------------------------------------------------------------------------------- | -------------------------------------- |
| + 0    | 貝                                                                                              | 贝                                     |
| + 2    | 貞 貟 負                                                                                        | 贞 负 贠                               |
| + 3    | 財 貢 貣 貤                                                                                     | 贡 财                                  |
| + 4    | 䝧 䝨 貥 貦 貧 貨 販 貪 貫 責 貭 貮                                                             | 责 贤 败 账 货 质 贩 贪 贫 贬 购 贮 贯 |
| + 5    | 䝩 䝪 䝫 䝬 䝭 䝮 䝯 貯 貰 貱 貲 貳 貴 貵 貶 買 貸 貹 貺 費 貼 貽 貾 貿 賀 賁                   | 贰 贱 贲 贳 贴 贵 贶 贷 贸 费 贺 贻    |
| + 6    | 䝰 䝱 䝲 䞌 賂 賃 賄 賅 賆 資 賈 賉 賊 賋 賌 賍 賎                                              | 贼 贽 贾 贿 赀 赁 赂 赃 资 赅 赆 賈 賂 |
| + 7    | 㕢 䝳 䝴 䝵 賏 賐 賑 賒 賓 賔 賕 賖 賗 賘                                                       | 赇 赈 赉 赊                            |
| + 8    | 䝶 䝷 䝸 䝹 䝺 䝻 䝼 䝽 䝾 䝿 䞍 䞎 賙 賚 賛 賜 賝 賞 賟 賠 賡 賢 賣 賤 賥 賦 賧 賨 賩 質 賫 賬 | 赋 赌 赍 赎 赏 赐 赑 赒 赓 赔 赕       |
| + 9    | 䞀 䞁 䞂 䞃 䞄 䞏 䞐 賭 賮 賯 賰 賱 賲 賳 賴 賵                                                 | 赖 赗                                  |
| + 10   | 䞅 䞆 賶 賷 賸 賹 賺 賻 購 賽                                                                   | 赘 赙 赚 赛                            |
| + 11   | 䞇 賾 賿 贀 贂 贃 贄 贅                                                                         | 赜                                     |
| + 12   | 䞈 贆 贇 贈 贉 贊 贋 贌                                                                         | 赝 赞 赟 赠                            |
| + 13   | 䞉 贍 贎 贏                                                                                     | 赡 赢                                  |
| + 14   | 贐 贑 贒 贓 贔                                                                                  |                                        |
| + 15   | 䞊 贕 贖 贗 贘                                                                                  |                                        |
| + 16   | 䞋 贙 贚                                                                                        |                                        |
| + 17   | 贛                                                                                              | 赣                                     |
| + 18   | 贜                                                                                              |                                        |
| + 22   | 贕                                                                                              |                                        |